# Wang Laboratories
Wang Laboratories – amerykańska firma informatyczna z siedzibą w Lowell, Massachusetts (początkowo w Cambridge, potem w Tewksbury), założona w 1951 r. przez dr. An Wang, amerykańskiego inżyniera chińskiego pochodzenia, która odegrała znaczącą rolę we wcześniejszych latach rozwoju informatyki. 
Firma produkowała sprzęt i oprogramowanie (m.in. kalkulatory i minikomputery Wang VS) – w szczytowym momencie, w 1980 r., miała obroty 3 mld USD i zatrudniała ok. 30 tys. osób. Po śmierci założyciela w 1990 r., wskutek trudności rynkowych, 18 sierpnia 1992 przeszła pod ochronę amerykańskiej ustawy o bankructwie, wychodząc z kryzysu po dwóch latach. Później zmieniła nazwę na Wang Global, a w 1999 r. została wykupiona przez holenderski koncern Getronics N.V.